# Ludwig Aschenbrenner
Ludwig Aschenbrenner (* 24. Juni 1902 in München; † 19. Oktober 1958 ebenda) war ein Funktionär des Deutschen Alpenvereins (DAV).

## Leben
Im Alter von 19 Jahren trat der später als Schneidermeister in München tätige Ludwig Aschenbrenner im Jahre 1921 in den Deutschen und Oesterreichischen Alpenverein (DuOeAV) ein. Nachdem 1933 nach der Machtergreifung der Nationalsozialisten im DuOeAV eine sogenannte Jungmannschaft gegründet und zahlreiche Hitlerjungen in den Verein aufgenommen wurden, übernahm er deren stellvertretende Leitung. 1939 erfolgte seine Ernennung zum Leiter der Jungmannschaft. Dies blieb er bis zum Ende des Zweiten Weltkrieges. Mit der Wiedergründung des DAV 1947 wurde er zweiter Vorsitzender der Sektion München. Dies blieb er bis zu seinem Tod im 57. Lebensjahr.
Gemeinsam mit Martin Busch organisierte Ludwig Aschenbrenner die Rückgabe der zunächst noch unter treuhänderischen Verwaltung stehenden Hütten des DAV in den Nachkriegsjahren in Österreich.

## Ehrungen
- 1958 Ernennung zum Ehrenvorsitzenden der Sektion München
- 1959 Umbenennung der Gufferthütte in Ludwig-Aschenbrenner-Hütte (1997 nach Verkauf rückgängig gemacht)
- 1960 Benennung der Aschenbrennerstraße in München-Hasenbergl
- Benennung des Ludwig-Aschenbrenner-Weges in den Stubaier Alpen